# 1. Klasse Chemnitz 1942/43
Die 1. Klasse Chemnitz 1942/43 war die zehnte Spielzeit der nun 1. Klasse Chemnitz genannten Fußball-Bezirksklasse Chemnitz im Sportgau Sachsen. Sie diente als eine von vier zweitklassigen Spielklassen als Unterbau der Gauliga Sachsen. Die Meister dieser vier Spielklassen qualifizierten sich für eine Aufstiegsrunde, in der zwei Aufsteiger zur Gauliga Sachsen ausgespielt wurden.
Erneut wurde die diesjährige Liga in den Staffeln Chemnitz und Mulden-Zschopautal im Rundenturnier mit Hin-und-Rückspiel ausgetragen. Die Saison startete am 30. August 1942, das letzte Spiel in der Staffel Chemnitz fand am 14. Februar 1943 statt. Ob ein regelmäßiger Spielbetrieb in der Staffel Mulden-Zschopautal überhaupt stattfand, ist nicht ermittelbar, da es nur wenige überlieferte Spiele gibt. Auch ein, wie in den letzten Spielzeiten üblich, eventuelles Entscheidungsspiel zwischen dem Sieger der Staffel Chemnitz, Post-SG Chemnitz, und dem Sieger der Staffel Mulden-Zschopautal ist nicht überliefert. Die Post-SG Chemnitz qualifizierte sich für die Aufstiegsrunde zur Gauliga Sachsen 1943/44, bei der die Chemnitzer nur auf Grund des schlechteren Torquotienten den Aufstieg in die Erstklassigkeit verpassten. Der SV Oberlungwitz und Aufsteiger Reichsbahn-SG Chemnitz stiegen am Saisonende in die 2. Klassen ab. Zur kommenden Spielzeit erfolgte die Austragung der 1. Klasse wieder in einer Staffel.

## Staffel Chemnitz
Kreuztabelle
| 1942/43                | POS | SV Grüna 12 | SVC | LIM  | SCH | SFH | FC Preussen Chemnitz | Viktoria Einsiedel | OLU  | RSG |
| ---------------------- | --- | ----------- | --- | ---- | --- | --- | -------------------- | ------------------ | ---- | --- |
| Post-SG Chemnitz       |     | 5:1         | 2:0 | +0:0 | 1:3 | 3:0 | 6:2                  | 7:0                | 9:2  | 2:1 |
| SV Grüna 12            | 5:1 |             | 2:3 | 3:1  | 1:2 | 8:1 | 3:2                  | 5:4                | 8:1  | 5:2 |
| SV 01 Chemnitz         | 3:7 | 1:2         |     | 5:3  | 4:2 | 7:2 | 2:2                  | 3:3                | 5:3  | 7:4 |
| 1. SC Limbach          | 5:2 | 3:3         | 7:2 |      | 9:1 | 3:1 | 3:3                  | 1:3                | 5:0  | 8:1 |
| Germania Schönau       | 2:3 | 3:2         | 4:4 | 0:0  |     | 4:1 | 4:0                  | 3:0                | 1:3  | 5:1 |
| Sportfreunde Harthau   | 1:3 | 5:3         | 3:3 | 4:2  | 2:2 |     | 5:4                  | 4:0                | +0:0 | 5:2 |
| FC Preussen Chemnitz   | 2:6 | 3:1         | 0:5 | 0:5  | 2:2 | 4:0 |                      | 4:2                | 3:2  | 1:1 |
| Viktoria 03 Einsiedel  | 1:2 | 0:5         | 6:2 | 1:2  | 2:1 | 2:7 | 0:2                  |                    | 7:2  | 5:1 |
| SV Oberlungwitz        | 2:5 | 1:4         | 5:8 | 5:3  | 2:2 | 3:1 | 2:3                  | 0:0+               |      | 3:2 |
| Reichsbahn-SG Chemnitz | 0:7 | 2:6         | 3:8 | 2:4  | 2:2 | 3:4 | 6:2                  | 3:4                | 4:2  |     |

Abschlusstabelle
| Pl. | Verein                     | Sp. | S  | U | N  | Tore    | Quote | Punkte |
| --- | -------------------------- | --- | -- | - | -- | ------- | ----- | ------ |
| 1.  | Post-SG Chemnitz (N)       | 18  | 15 | 0 | 3  | 071:300 | 2,37  | 30:60  |
| 2.  | SV Grüna 12                | 18  | 11 | 1 | 6  | 067:400 | 1,68  | 23:13  |
| 3.  | SV 01 Chemnitz             | 18  | 9  | 4 | 5  | 072:600 | 1,20  | 22:14  |
| 4.  | 1. SC Limbach              | 18  | 9  | 3 | 6  | 064:360 | 1,78  | 21:15  |
| 5.  | Germania Schönau           | 18  | 7  | 6 | 5  | 043:390 | 1,10  | 20:16  |
| 6.  | Sportfreunde Harthau       | 18  | 8  | 2 | 8  | 046:560 | 0,82  | 18:18  |
| 7.  | FC Preussen Chemnitz       | 18  | 6  | 4 | 8  | 039:550 | 0,71  | 16:20  |
| 8.  | Viktoria 03 Einsiedel      | 18  | 7  | 1 | 10 | 040:540 | 0,74  | 15:21  |
| 9.  | SV Oberlungwitz            | 18  | 4  | 1 | 13 | 038:700 | 0,54  | 09:27  |
| 10. | Reichsbahn-SG Chemnitz (N) | 18  | 2  | 2 | 14 | 040:800 | 0,50  | 06:30  |

| (N) | Aufsteiger aus den 2. Klassen |

## Staffel Mulden-Zschopautal
Es sind nur wenige Spiele aus dieser Staffel überliefert. Ob überhaupt ein regelmäßiger Spielbetrieb stattfand, ist nicht überliefert. Spiele von folgenden Mannschaften sind überliefert: TSG Mittweida, FC Roßwein, TSG 89 Döbeln, Mittweidaer FC 1899, Döbelner SC 02 II und eine Kriegsspielgemeinschaft zwischen dem VfL Leißnig und der 2. Mannschaft des BC Hartha.